# Local Branding
Local Branding ist eine Marketingdisziplin, die für operative sowie strategische lokale Markenführung und Marktbearbeitung steht. Seine Anwendung findet es vor allem bei (Marken-)Unternehmen, die Produkte und Dienstleistungen im vertikalen Vertrieb, d. h. über lokale Vertriebspartner, vermarkten.
Local Branding bezieht dabei die lokalen Vertriebspartner aktiv in die zentrale Werbung und Markenkommunikation ein und optimiert gleichzeitig das Marketing des Partners vor Ort, indem es individuell auf ihn abstimmbare Werbemaßnahmen und -aktionen, meist über ein Online-Werbeportal, bietet. Zugleich bleibt das Corporate Design der Marke gewahrt.
Der Vertriebspartner agiert dadurch – im Idealfall – als lokaler Markenbotschafter: Er gibt der Marke ein Gesicht und lädt sie emotional auf.

## Bedeutung
Local Branding ist ein Trend mit zunehmender Bedeutung. Gerade im Handel setzt sich die Erkenntnis durch, dass dezentrale Kundengewinnungsstrategien das schwerfällige Handelsmarketing "von oben" ablösen. Künftig rutscht der lokale Absatzmittler in das Zentrum der Werbe- und Vertriebsaktivitäten.
Die Nachfrage nach Local Branding steigt: Angesichts der wachsenden Komplexität von Produkten und Angeboten herrschen bei den Kunden ein Überdruss am Überfluss sowie Verunsicherung. Der Kunde sucht wieder mehr Nähe, mehr Regionalität, mehr Persönlichkeit.  Der Vertriebspartner vor Ort kann hier Überblick schaffen und Vertrauen stiften.
Local Branding ist daher interessant für alle international und national agierenden Unternehmen mit dezentralen Vertriebsstrukturen wie Markenartikler und Hersteller, Versicherungen, Verbundgruppen und Franchiseunternehmen und empfiehlt sich vor allem für Unternehmen mit komplexen bzw. erklärungsbedürftigen, beratungsintensiven Produkten.

## Beschreibung
Local Branding setzt ein grundlegendes Umdenken und starkes Einbeziehen des lokalen Vertriebs voraus. Die Konzeption ist individuell auf die Vertriebsstruktur, die jeweiligen Marktbedingungen und Händlerentwicklungsziele abgestimmt und auf die unterschiedlichen Kategorien und Typologien der Vertriebspartner des Unternehmens ausgerichtet. Der Entwicklung einer technologischen Lösung geht daher eine intensive strategische Beratung des (Marken-)Unternehmens zur lokalen Markenführung voraus. Eine Berechnung der Prozesskosten kann eine belastbare Grundlage für eine Entscheidung pro oder contra Automatisierung liefern.  Zu den operativen Anforderungen an die Local Branding Lösung zählen eine effiziente  Werbeplanung und Sicherstellung des Corporate Designs sowie Instrumente zur Steuerung des Vertriebs, z. B. durch die Zuteilung von Zuschüssen und Boni. Durch umfangreiche Services, Schulung und Beratung werden die Vertriebspartner zu lokalen Markenbotschaftern aufgebaut.

## Vorteile
Local Branding hat sowohl für (Marken-)Unternehmen als auch für die Vertriebspartner zahlreiche Vorteile. Da sich zentrale Markenkommunikation und Werbemaßnahmen für den regionalen Markt ergänzen, werden nationale und lokale Kommunikation zum beiderseitigen Vorteil effizient synchronisiert. Durch die von der Zentrale gewährte Werbeunterstützung erhöhen sich Loyalität und Motivation der Vertriebspartner. Diese fühlen sich aufgewertet und leben ihre Wertschätzung durch ein stärkeres Engagement aus, was für die (Marken-)Unternehmen wiederum Wettbewerbsvorteile und nachhaltige Markterfolge generiert. Überzeugte Markenbotschafter setzen ihr Budget auch gerne für eine Markenkommunikation ein, bei der nicht nur die Marke, sondern sie selbst als lokales Gesicht der Marke gezeigt werden. Die nationale Kampagne wird somit lokal verlängert und durch die Markenbotschafter vor Ort zusätzlich emotionalisiert.
Dank der gemeinsamen Werbung profitieren insbesondere mittelständische Vertriebspartner von einem Transfer der Markenwerte: Image und Faszination der Marke strahlen auf die Partner ab. Local Branding erhöht außerdem die Wirtschaftlichkeit der zentralen Marketingprozesse durch deren Automatisierung. Viele interne Schnittstellen und Abstimmungen mit externen Dienstleister fallen gänzlich weg. Es bleibt mehr Zeit für die individuelle Betreuung sowie die Beratung und Weiterentwicklung der Vertriebspartner. Ein weiterer Vorteil für Unternehmen besteht in der Kontrolle und Steuerung von lokalen Marketingaktivitäten durch umfassende Auswertungsmöglichkeiten und der Zuweisung von Werbekostenzuschüssen. Local Branding erweist sich hier als effektives Instrument zur strategischen Vertriebssteuerung. 
Resultat einer Local Branding-Lösung ist eine budgeteffiziente, professionelle lokale Werbung bei gleichzeitiger Wahrung des Corporate Designs der Marke sowie der zentralen Markenbotschaften.